# Astronomia maia

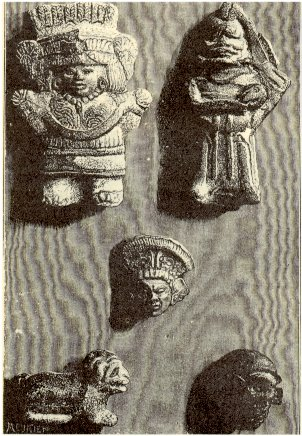
Jaina-Desire Charnay

L'astronomia maia forma part d'una tradició més àmplia. Entre els pobles mesoamericans, l'observació dels astres era de vital importància per al desenvolupament de la vida material i espiritual compartida per les altres societats de Mesoamèrica, tot i que conté certes característiques que la fan única. Una d'aquestes, la més representativa, és l'ús del calendari de Compte Llarg, pel qual els maies del període clàssic pogueren fer càlculs de més llarg termini.
Els maies feren càlculs exactes dels períodes sinòdics de Mercuri, Venus, Mart, Júpiter i Saturn. Calcularen amb exactitud, els períodes de la Lluna, el Sol i d'estels com les Plèiades, als quals anomenaren Tzab-ek (estrela cascavell) i marcava els inicis de festes rituals. El Tzol'kin de 260 dies és un dels calendaris més enigmàtics quant al seu origen: alguns diuen que es basa en una aproximació a la gestació humana, i altres autors el relacionen amb cicles d'astres visibles des de la Terra. També hi ha una hipòtesi formulada pel geògraf Vincent Malmstrom en què en determina l'origen pels cicles del Sol pel zenit de la regió sud de l'estat mexicà de Chiapas (Izapa) i de la nació de Guatemala a uns 15° nord, on els mateixos dies (29 d'abril el primer i 13 d'agost el segon) tenen un interval de 260 dies entre l'un i l'altre.
La Via Làctia era una part important de la seua cosmologia, l'anomenaven Wakah Chan i la relacionaven amb Xibalba; fins i tot els Kiche' de Guatemala encara l'anomenen Xibalba bé camí al inframon. Tenien un Zodíac, basat en l'eclíptica, que és el pas del Sol per les constel·lacions fixes: es troba en l'Estela 10 de Tikal i la 1 de Xultún, tots dos jaciments a la zona de Petén, a Guatemala, i també en el Còdex Grolier.
Els coneixements astronòmics maies eren propis de la classe sacerdotal, però tot el poble els respectava i conduïa la seva vida d'acord amb les seues prediccions. Molt d'aquest coneixement perdurà encara després de la conquesta espanyola, i es practicava en la clandestinitat i, després, es barrejà amb els rituals de la vida diària del poble maia, i molts en continuen vigents en l'actualitat.
Els sacerdots coneixien els moviments dels cossos celestes i podien predir-ne els eclipsis, i el curs del planeta Venus vist des de la Terra. Això els donava un poder especial sobre el poble, que els considerava íntimament lligats a les deïtats.
Moltes de les deïtats rebien diferents noms i poders, per exemple a Venus l'anomenaven els maies Ah-Chicum-Ek', el gran estel del matí, i
Xux ek, l'estrela vespa. Estrela es diu en maia "ek" i és també el cognom de moltes persones de la regió maia.
Dels còdexs maies coneguts, el de Dresden és essencialment un tractat d'astronomia.
En conclusió, els maies foren reconeguts pels seus escrits, l'arquitectura i les seues obres d'art, els càlculs matemàtics, plens de simbolismes i les representacions fantàstiques sobre el passat, present i el futur de la seua societat.

## Calendaris
Els calendaris maies (Tzolkin i Haab) foren grans assoliments culturals d'aquesta civilització i molts dels esdeveniments estel·lars s'hi trobaven enregistrats. Tenen la característica de ser cíclics, és a dir, una vegada acabat en comença de nou el comptatge; en acabar aquest, se n'inicia un altre i així successivament.
| Calendari Dies |         |
| -------------- | ------- |
| Tzolkin        | 260     |
| Haab           | 365     |
| Baktun         | 144.000 |

## Cosmos maia
Els maies concebien el cosmos com una estructura dividida en tres nivells i cadascun d'ells se subdividia en quatre cantons. A la part superior es trobava la volta celeste, sostinguda pels Bacabs, on tenien lloc els principals fenòmens astronòmics, en particular el recorregut diürn del sol. Al nivell intermedi s'assentava el món dels humans, on es desenvolupaven tots els aspectes de la seua vida quotidiana; en aquest sentit, la Terra era concebuda com una gran superfície quadrada, els angles de la qual s'orientaven en la direcció dels punts cardinals, on se situaven els pauahtunes. El nivell inferior, a sota l'aigua, era ocupat per l'inframon, o Xibalbá. En aquest tenebrós lloc es lliurava una despietada lluita del sol, després del seu recorregut diürn per la volta celeste, amb els éssers i deïtats infernals, a les quals vencia, i reiniciava així la seua travessia pel nivell superior de l'univers.

## Compte Llarg
El Compte Llarg és un sistema calendari de còmput del temps que té bases històriques, astronòmiques, cosmològiques, mitològiques i astrològiques.
En aquest sistema, el començament de l'era actual, el 13 d'agost de l'any 3114 ae, està lligat possiblement al mitològic naixement de Venus. En algunes versions s'afirmava que aquest finalitzava una era, el 21 de desembre del 2012, corresponent a la data del solstici d'hivern de l'hemisferi nord. Altres autors com Erick Velázquez (epigrafista) han assenyalat que això és relatiu a certs grups maies, ja que en inscripcions trobades a Palenque, els comptes esmenten períodes superiors en temps a aquest.